# Менандр (сатрап)
Ме́нандр (др.-греч. Μένανδρος) — македонский военачальник, сатрап Лидии.
Менандр в начале похода Александра Македонского в Азию в 334 году до н. э. руководил корпусом наёмников. В 331 году до н. э. Александр назначил Менандра сатрапом Лидии. По одной из версий Менандр стал инициатором первой войны диадохов и был уволен регентом Македонской империи Пердиккой с должности сатрапа Лидии. После этого Менандр поступил на службу к Антигону Одноглазому. На должности военачальника Антигона Менандр упустил возможность окончательно уничтожить войско Эвмена и взять его самого в плен.

## Биография

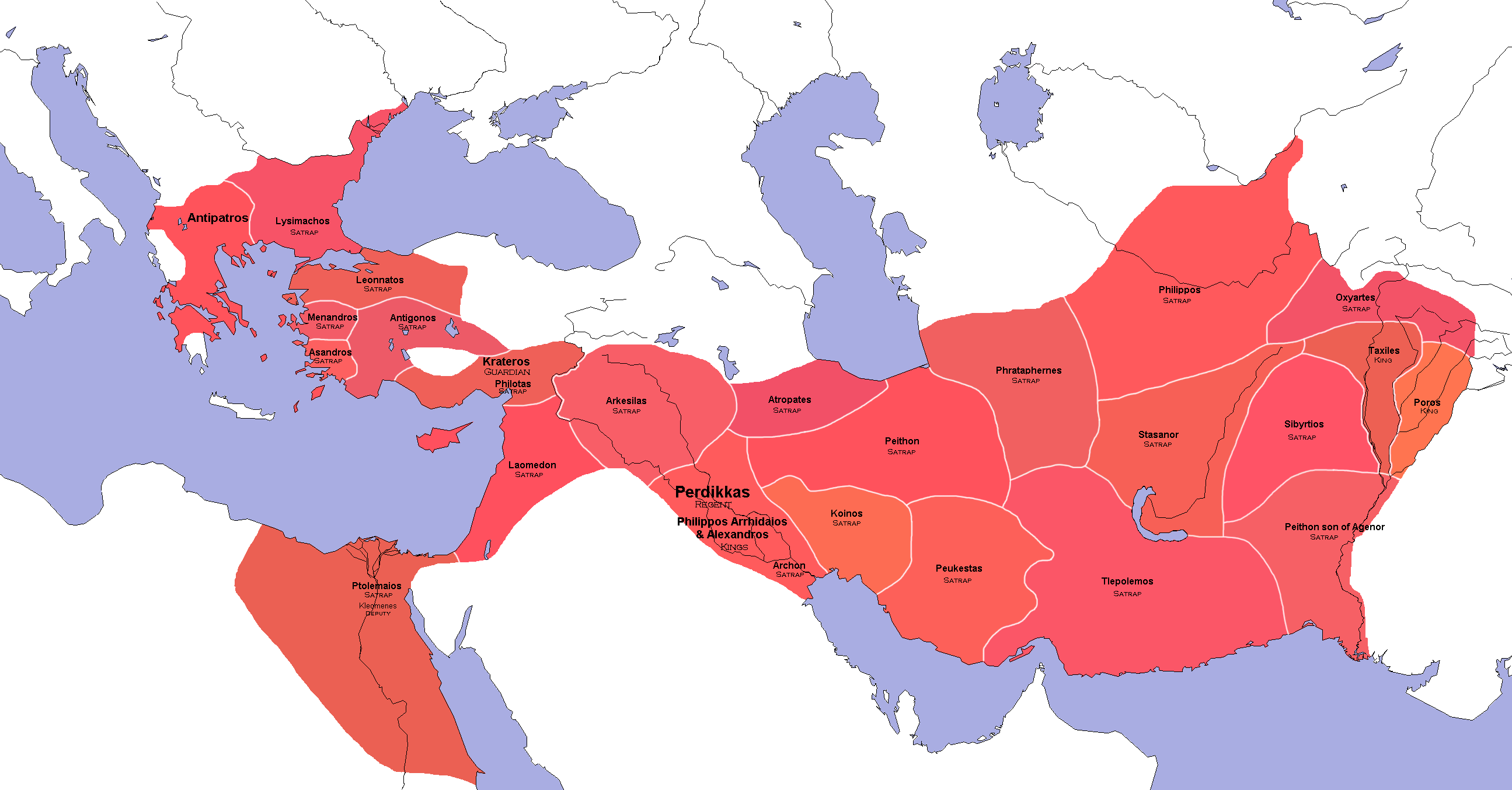
Распределение основных территорий и сатрапий на вавилонском совете (по Арриану и Диодору)

Менандр происходил из знатного македонского рода. Родился до 365 года до н. э., так как его сын Харикл упомянут в качестве одного из участников заговора пажей 327 года до н. э. По одной из версий, Харикл был сыном некоего другого Менандра. На основании имени Харикла, сына Менандра, Р. Биллоуз предположил, что и отца Менандра звали Хариклом. Это мнение связано с греческой традицией называть сына в честь деда.
Менандр был одним из гетайров. В начале азиатского похода Александра Македонского он командовал корпусом наёмников. После взятия македонянами Тира Менандр был назначен в 331 году до н. э. сатрапом Лидии вместо Асандра. Руководство отрядом наёмников было передано Клеандру. Арриан назвал сменщика Менандра Клеархом, что по мнению современных историков является ошибкой античного историка. В 330 году до н. э. Менандр отправил к македонскому царю 2600 пехотинцев и 300 всадников. На должности сатрапа Лидии, по всей видимости, Менандр оставался до самой смерти Александра. В 323 году до н. э. он, согласно Арриану, прибыл к Александру в Вавилон с подкреплениями конницы. По версии Г. Берве, Менандр также доставил в Вавилон Диодора, убийцу тирана Эфеса Гегесия, на суд Александра. Согласно Псевдо-Каллисфену, Менандр был участником заговора и присутствовал на пиру, где был отравлен Александр. Хоть информация из данного источника, как и смерть Александра от подмешанного в вино яда, большинством историков признана недостоверной, она свидетельствует о существовании подобных слухов ещё в античности. По всей видимости, они возникли при содействии Полиперхона в период войн диадохов.
При первом разделе сатрапий в Вавилоне в 323 году до н. э. за Менандром был подтвержден его пост сатрапа Лидии. В 321 году до н. э. регент Македонской империи Пердикка передал Лидию сестре Александра Клеопатре, тем самым отобрав управление сатрапией у Менандра. После этого Менандр бежал из сатрапии и со своим войском поступил на службу к Антигону Одноглазому, который вместе с наместником Македонии Антипатром начал войну против Пердикки. По утверждению И. Г. Дройзена, именно Менандр стал инициатором Первой войны диадохов, так как предупредил Антигона о намерении Пердикки жениться на Клеопатре и отослать дочь Антипатра Никею домой. Это действие Пердикки разрушило союз с Антипатром, который после получения соответствующих известий решил начать войну. После победы новый регент империи Антипатр в Трипарадисе передал Лидию в управление Клиту Белому.
После этого Менандр стал одним из военачальников на службе у Антигона. Возможно, за свою службу он надеялся вновь получить отобранную ещё Пердиккой Лидию, что, по одной из версий, и произошло. В последний раз античные источники упоминают Менандра в связи с событиями после сражения при Оркинии 319 года до н. э., в ходе которого Антигон разбил войско Эвмена. Плутарх передаёт историю о том как отступающий Эвмен мог захватить обоз Менандра, но осознанно отказался от богатой добычи. Эвмен понимал, что не сможет заставить своё войско удержаться от разграбления беззащитных повозок с деньгами и провиантом. Тогда он предупредил Менандра через своего человека об опасности потерять обоз. Получив информацию, Менандр занялся транспортировкой повозок в горы, в то время как Эвмен беспрепятственно совершил поход в Киликию. Антигон, услышав о произошедшем, сказал: «Чудаки вы! Вовсе не о вас он заботился, не тронув ваших близких, — он просто-напросто боялся, что в бегстве эта добыча станет для него тяжкими оковами». Тем самым, по мнению Плутарха, Менандр не разгадал хитрость Эвмена и, хоть и спас обоз от разграбления, упустил возможность победить противника.
Несмотря на то, что Менандр упустил возможность окончательно уничтожить войско Эвмена и взять в плен самого военачальника, он вместе с племянником Антигона Полемеем продолжил военные действия и присоединил к владениям Антигона Каппадокию и Пафлагонию. По одной из версий Антигон передал Менандру в управление Каппадокию. Больше Менандр нигде не упомянут. По мнению Р. Биллоуза, он умер в 317 или 316 году до н. э.
Менандр упомянут в «Естественной истории» Плиния Старшего. Древнеримский писатель ошибочно назвал Менандра «царём Карии», либо, напротив, перепутал его с сатрапом Карии Асандром. Согласно утверждению Плиния он, ещё при жизни Александра, заказал собственный портрет у знаменитого живописца Апеллеса.
Согласно утверждению Г. Берве, Менандр умер в 321 году до н. э., и, соответственно, военачальник Антигона был лишь тёзкой военачальника Александра.